# 青海之战
青海之战是指唐朝与吐蕃在青海湖的作战。
678年的青海之战，唐高宗仪凤三年（678年）正月至九月唐朝为阻止吐蕃军屡次侵扰边界而在青海（今青海湖）发动的一场战役。677年，唐高宗李治以吐蕃的军事威胁，颁发《举猛士诏》，在全国范围内招募勇士，选择臂力过人、弓马娴熟的军事人才编人新軍，以便进行军事反攻。678年正月，唐朝派金吾将军曹怀舜、金吾将军李知什分别到河南河北等地广招精兵良将，很快组建了一支精锐之旅。同年，吐蕃局势初定，大论噶尔·赞聂多布已率军平定内乱，控制了局势，赞普器弩悉弄正式为父王发丧。唐朝认为有机可乘，企图利用吐蕃发丧，人心不稳之机而取胜。高宗批准洮河道总管刘仁轨的奏请，派中书令李敬玄取代他为洮河道行军大总管、西河镇抚大使、鄯州都督，工部尚书、左卫大将军刘审礼为洮河道行军司马，统军出击。并派益州长史李孝逸、巂州都督拓王奉益调动剑南道等地之兵，配合作战。唐朝以18万兵马逼近吐蕃。吐蕃派论钦陵督兵，严阵以待。七月，双方在龙支（今青海省乐都县南）交战。唐军将领张虔勖率兵，一日连取两阵。吐蕃军诈败，一退数百里。唐军轻进，刘审礼领前队人马深入，屯兵在濠所。噶尔·钦陵出奇兵，猛攻唐军营帐，刘审礼率军力敌，寡不敌众，未能突围。主帅李敬玄畏战，按兵不动，以图自保。九月，刘审礼兵败被俘。李敬玄闻讯，即率部逃奔至承风岭（今青海省西宁市四南千卢庄），利用泥沟固守。吐蕃军占据制高点，李敬玄无计可施，所部坐以待毙。左领军员外将军黑齿常之率五十名敢死士夜袭吐蕃兵营。吐蕃军没有料到，顿时大乱，死三百余人，将军跋地设匆忙中率军逃命。李敬玄于是领军回到鄯州（治西都，今青海省乐都县），但损兵过半。当时，应猛士诏在军中的原监察御史娄师德奉命收集散亡兵将，唐軍复振。又奉命前往吐蕃，在赤岭（今青海日月山）与钦陵会谈。娄师德表示唐朝朝廷休战求和之意。钦陵赞同，双方暂停兵戈，边境稍宁。唐高宗以黑齿常之之功，任命他为河源军副使。李敬玄开始畏战，后又消极防守，被动挨打，幸有黑齿常之背水一战，夜袭敌军，于是化险为夷，吐蕃军以优勢兵力图围唐军于死地，但疏于防备，未能大获全胜。。
727年的青海之战，唐玄宗开元十五年（727年）正月，唐朝凉州都督王君㚟率军击吐蕃军的作战。726年冬，吐蕃大将悉诺逻恭禄率军进攻甘州（治今甘肃省张掖市），焚掠财物后退军。王君㚟避其锋芒，率军尾随。当时忽然下起大雪，吐蕃军冻死很多，经过积石军（今青海省贵德县）西回。王君㚟则早已派人抄近道入敌境，清除道旁野草。悉悉诺逻恭禄率军至大非川（今青海省共和县西切吉旷原），打算休整兵马时，野草已无，马死过半。727年正月二十八日，王君㚟会合秦州都督张景顺所部，追击吐蕃军至青海之西。唐军踏冰前进，探知吐蕃军主力已过大非川，辎重后队在青海之畔，于是纵兵杀敌，大获全胜，缴获辎重羊马以万计。王君㚟因功升为左羽林大将军。
748年的青海之战，唐玄宗天宝七载（748年）十二月，唐朝陇右节度使哥舒翰在青海（今青海湖）击败吐蕃军进攻的作战。748年，陇右节度使哥舒翰上任后，打算有所建树，再立边功，于是派所部在青海吐蕃军近前修筑神威城。十二月，吐蕃征调兵马，冒着严寒踏冰攻城。唐军不适应高原气候，抵敌不住，神威城失守，哥舒翰不愿放弃神威城，数调集人马，击败吐蕃军，奪回神威城，並在湖心的中龙驹岛再建应龙城，吐蕃军从此不敢侵犯。